# Шведский камерный оркестр
Шведский камерный оркестр (швед. Svenska Kammarorkestern) — камерный оркестр из Швеции, базирующийся в городе Эребру. Основан в 1995 году. в результате реорганизации Симфонического оркестра Эребру. С 1997 года во главе коллектива стоит датский дирижёр Томас Даусгор, арт-директором является гобоист Грегор Зубицки.
Оркестр отличается широтой репертуара. Он сотрудничает со специалистами по барочной музыке (в частности, с Эндрю Манце), записал все симфонии Бетховена и Шумана, постоянно исполняет сочинения современных композиторов, особенно скандинавских — в частности, в 2006 году дал европейскую премьеру скрипичного концерта Магнуса Линдберга (солистка Элизабет Батиашвили).